# ライフセル

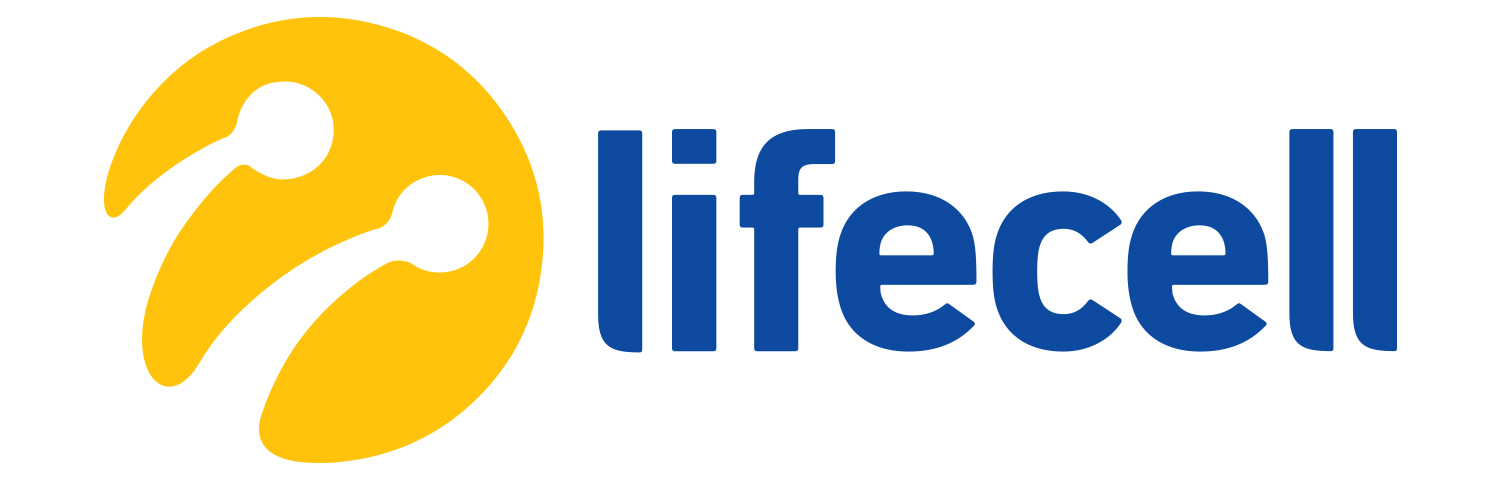
ライフセルのロゴ（現在）

life :)のロゴ（2005〜2016年）

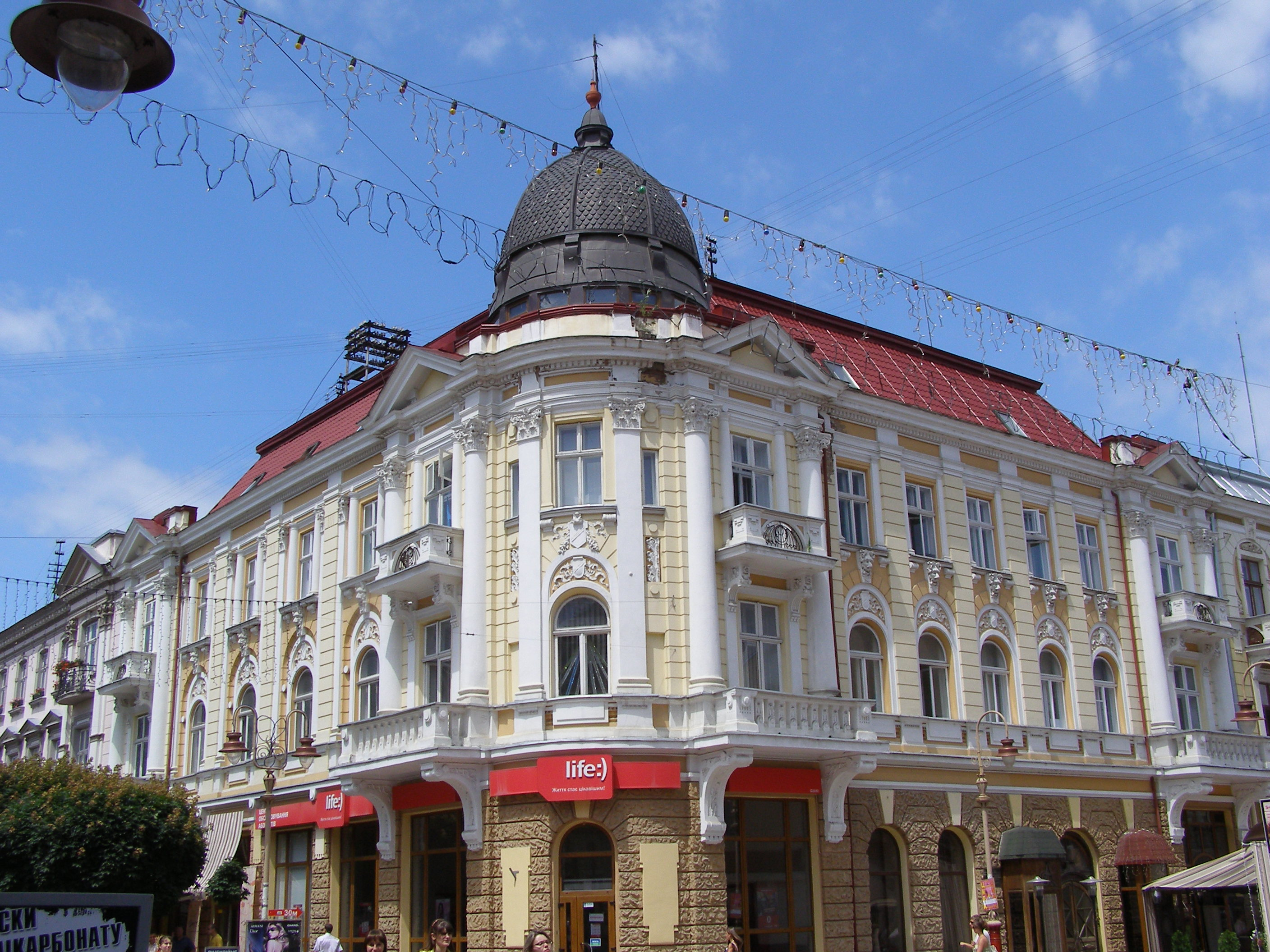
イヴァーノ＝フランキーウシク市の支店

ライフセル（ウクライナ語: лайфселл、英語: lifecell）は、ウクライナで三番手の移動体通信サービス会社で、トルコのトゥルクセルの子会社である。

## 概要
ライフセル（lifecell、2016年まではlife :)）は、2005年に創業したウクライナの電気通信会社で、同国でキーウスターおよびボーダフォン・ウクライナに次いで三番手の携帯電話会社である。ユーラシア通信持株会社（籍はオランダ）が所有しており、この会社はトルコのトゥルクセルが所有している。ライフセルはGSM、UMTS、LTE、LTE Advanced規格のサービスを提供している。
2Gネットワークは、ウクライナの人口の98％以上が住んでいる地域をカバーしている。300以上の高級ライフセル店がウクライナの150都市で運営されている。ライフセルは、196か国の468のパートナーのネットワークでローミングサービスを提供している。2020年末の加入者数は810万人になる。
ライフセルには、63、73、93の3つのネットワークコードが含まれている。
正式の会社名はライフセル株式会社で、2016年2月まではアステリット（Astelit LLC）であった。本社はキーウの「イレブン」ビジネスセンターにある。
2015年5月19日、ライフセル（当時はlife :)）はリヴィウで「3G+通信」を開始し、そこから自前で第3世代移動通信システムの展開を始めた。
2018年3月30日、同社はウクライナの最も多くの地域で最初に高速4G（LTE）通信を開始した。

## 参照項目
- ウクライナの電気通信
- ウクライナにおける携帯電話